# Harmony Tan
Harmony Tan (n. 11 septembrie 1997, Paris, Franța) este o jucătoare de tenis franceză. Cea mai bună clasare a sa la simplu este locul 90 mondial, iar la dublu locul 302. A câștigat opt titluri de simplu și un titlu de dublu pe Circuitul feminin ITF. Este antrenată de fosta jucătoare de tenis Nathalie Tauziat.